# Chrysolina deubeli
Chrysolina deubeli é uma espécie de artrópode pertencente à família Chrysomelidae.